# Vera Valentinovna Alentova
Vera Valentinovna Alentova, cognome alla nascita Bykova (in russo Вера Валентиновна Алентова, Быкова?; Kotlas, 21 febbraio 1942), è un'attrice russa di cinema e teatro, in precedenza sovietica.
È stata insignita nel 1992 dell'onorificenza di Artista del Popolo della Federazione Russa, nel 1981 del Premio di Stato dell'URSS e nel 1986 del Premio di Stato della RSFS Russa “Fratelli Vasil'ev”.

## Biografia
Vera Alentova è figlia di Valentin Michajlovič Bykov (1917-1946), medico, e Irina Nikolaevna Alentova (1917-1988), attrice. Il padre di Vera morì quando lei aveva solo quattro anni, e successivamente la madre decise di trasferirsi nella RSS Ucraina. Nel 1960 Vera venne ingaggiata dal teatro di Orsk nel quale lavorò per una stagione. Nel 1961 si trasferì a Mosca dove entrò nella Scuola del Teatro d'arte. Concluse con successo gli studi nel 1965 e divenne attrice del teatro Puškin di Mosca. Dal 2009 tiene corsi di recitazione e regia assieme al marito Vladimir Men'šov presso il VGIK (Istituto Statale di Cinematografia).

## Filmografia parziale
- Mosca non crede alle lacrime (Moskva slezam ne verit), regia di Vladimir Men'šov (1979)
- Vremja želanij, regia di Julij Rajzman (1984)
- Zavtra byla vojna, regia di Jurij Kara (1987)
- Širli-myrli, regia di Vladimir Men'šov (1995)
- Zavist' bogov, regia di Vladimir Men'šov (2000)